# Stelis dunstervilleorum
Stelis dunstervilleorum är en orkidéart som beskrevs av Ernesto Foldats. Stelis dunstervilleorum ingår i släktet Stelis och familjen orkidéer. Inga underarter finns listade i Catalogue of Life.